# 브이원텍
주식회사 브이원텍(영어: V-One Tech)은 경기도 성남시에 본사를 둔 디스플레이 제조용 기계 제조업체이다. 또한 2차전지 장비에서 로봇 사업까지 사업을 다각화하고 있으며 2023년에 LG전자와 83억 원 규모의 2차전지 검사 시스템 공급 계약을 맺었다.